# Drát (chirurgie)

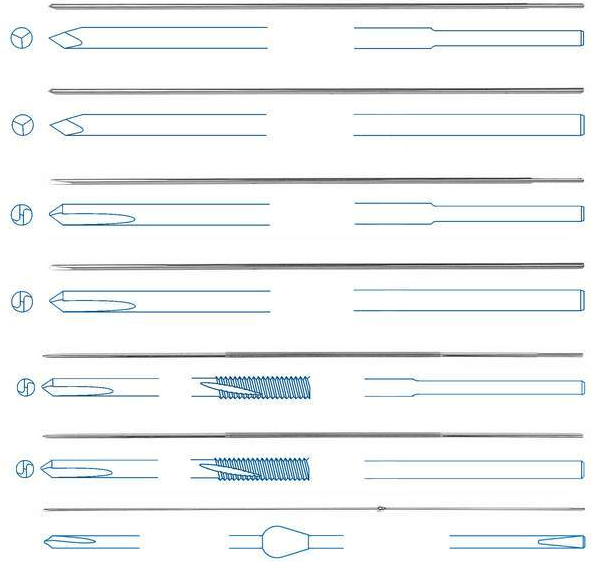
K-dráty a Kirschnerovy dráty

Dráty používané při chirurgických léčebných úkonech prováděných na lidech nebo zvířatech se vyrábějí z biokompatibilních materiálů (obvykle z chirurgické nerezové oceli).  
Používají se např. při osteosyntéze (zevní fixaci a vnitřní fixaci) ke znehybnění a stabilizaci kostních fragmentů při léčbě fraktur, při předvrtávání a navádění kanylovaných nástrojů, dále při prodlužování končetin, osteotomii, artrodéze (operaci, která má za cíl vytvořit kostěný srůst postiženého kloubu), korekci deformit, při zavádění šicího a vázacího materiálu atp.

## Typy drátů v chirurgii
- Kirschnerovy dráty – tuhé dráty opatřené na hrotnatém konci trojbokým jehlanem.
- K-dráty – tuhé dráty opatřené na hrotnatém konci plochými nebo šroubovými drážkami.
- Cerklážní dráty – měkké dráty pro potřebu tahové cerkláže.

Opačný konec drátu (válcový nebo s ploškou) slouží k upnutí. Šroubové dráty jsou v části dříku opatřeny závitem, který brání axiálnímu posuvu kostní tkáně. Dráty se zarážkou (olivkou) mají dřík opatřen výstupkem k zachycení drátu v kosti nebo v jiném implantátu. Dráty s očkem mají v oploštělé části drážku pro uchycení vázacího nebo šicího materiálu ve tkáni.